# Mistrz kierownicy ucieka 2
Mistrz kierownicy ucieka 2 (ang. Smokey and the Bandit II) – amerykańska komedia sensacyjna z 1980 roku.

## Opis fabuły
Enosowie wynajmują „Bandytę” i Cledusa, by w ciągu 9 dni dostarczyli ciężarną słonicę na konwencję Partii Republikańskiej. Za jej dostarczenie mają otrzymać 400 tysięcy dolarów, lecz znów depcze im po piętach szeryf Buford T. Justice, który nie zapomniał upokorzeń ze strony „Bandyty” z pierwszej części filmu.

## Obsada
- Burt Reynolds – „Bandyta”
- Jackie Gleason – szeryf Buford T. Justice
- Sally Field – Carrie „Żaba”
- Jerry Reed – Cledus
- Pat McCormick – duży Enos
- Paul Williams – mały Enos
- Mike Henry – Junior